# شهرک رسالت
شهرک رسالت ، روستایی از توابع بخش آفتاب شهرستان تهران در استان تهران ایران است که با نام صالح آباد نیز شناخته می شود.

## جمعیت
این روستا که در طرح هادی در محدوده دهستان آفتاب قرار گرفته است پیش از سال ۱۳۹۸ در محدوده ناحیه ۵ شهرداری منطقه ۱۹ تهران قرار داشت که با اجرای طرح هادی به طور جدی از شهر تهران جدا گردیده و به روستایی در محدوده بخش آفتاب تبدیل گردیده شد اما استاندار تهران بر خلاف نظر اهالی محله مدعی شده است که شهرک رسالت از ابتدا کد روستایی داشته است و در محدوده بخش آفتاب قرار داشته است و این در حالیست که هم اکنون نیز ساختمان ناحیه ۵ شهرداری منطقه ۱۹ تهران در شهرک رسالت موجود میباشد البته جمعیت این روستا نیز براساس سرشماری مرکز آمار ایران در سال ۱۴۰۰، جمعیت آن ۲۰۰۰۰ نفر (۲٬۴۲۹خانوار) بوده است. 
روستای رسالت دارای شورای اسلامی و دهیاری می باشد. نمایندگان مردم در این روستا ۵ نفر میباشند .
دهیاری رسالت از سال ۱۳۹۸ تاسیس و زیر نظر شورای اسلامی روستا فعالیت می نماید.
از افراد قابل توجه مشهوری که در این محل به دنیا آمده اند یا زندگی کرده اند محمد باقری معتمد نایب قهرمان المپیک در رشته تکواندو ، محسن سیفی بازیکن فوتبال، همچنین جواد نظری بازیگر و آهنگساز ایرانی هستند.